# Nördliches Erdinger Moos
Nördliches Erdinger Moos este o arie protejată (arie de protecție specială avifaunistică — SPA) din Germania întinsă pe o suprafață de 4.525 ha, integral pe uscat.

## Localizare
Centrul sitului Nördliches Erdinger Moos este situat la coordonatele 48°22′32″N 11°50′30″E / 48.3756°N 11.8417°E.

## Înființare
Situl Nördliches Erdinger Moos a fost declarat arie de protecție specială avifaunistică în august 2008 pentru a proteja 40 de specii de animale.

## Biodiversitate
Situată în ecoregiunea continentală, aria protejată nu include niciun habitat protejat.
La baza desemnării sitului se află mai multe specii protejate de  păsări (40): lăcar mare (Acrocephalus arundinaceus), lăcar-de-rogoz (Acrocephalus schoenobaenus), lăcar-de-lac (Acrocephalus scirpaceus), ciocârlie-de-câmp (Alauda arvensis), Anas strepera strepera, fâsă de luncă (Anthus pratensis), fâsă de pădure (Anthus trivialis), rața moțată (Aythya fuligula), buhai de baltă (Botaurus stellaris stellaris), Charadrius dubius curonicus, barză albă (Ciconia ciconia ciconia), erete de stuf (Circus aeruginosus), erete vânăt (Circus cyaneus), erete cenușiu (Circus pygargus), prepeliță (Coturnix coturnix), cristeiul de câmp (Crex crex), presură sură (Emberiza calandra), muscar negru (Ficedula hypoleuca), becațină comună (Gallinago gallinago), sfrâncioc roșiatic (Lanius collurio), grelușelul-de-tufiș (Locustella fluviatilis), grelușel-de-zăvoi (Locustella luscinioides), privighetoare (Luscinia megarhynchos), Luscinia svecica cyanecula, codobatura galbenă (Motacilla flava), rață cu ciuf (Netta rufina), Numenius arquata arquata, grangur (Oriolus oriolus), bătăuș (Philomachus pugnax), codroșul de pădure (Phoenicurus phoenicurus), ciocănitoare verzuie (Picus canus), Podiceps cristatus cristatus, cresteț pestriț (Porzana porzana), Rallus aquaticus aquaticus, pițigoi-pungar (Remiz pendulinus), lăstun de mal (Riparia riparia), mărăcinar (Saxicola rubetra), turturică (Streptopelia turtur), Tachybaptus ruficollis ruficollis, nagâț (Vanellus vanellus).